# Bóta László
Bóta László, az 1970-es évektől publikációiban Tárkányi Bóta László (Felsőtárkány, 1926. szeptember 30. – Budapest, 2013. november 17.) irodalomtörténész, egyetemi oktató, az ELTE docense.

## Élete
Paraszti családban született, Bóta István és Sike Rozália első gyermekeként. Szülei földművesek voltak. 1947-ben az egri Dobó István Gimnáziumban érettségizett. Egyetemi tanulmányait ösztöndíjasként folytatta, közben a Györffy István Kollégium tagja lett. 1951-ben az ELTE Bölcsészettudományi Karán szerzett magyar–történelem szakos tanári diplomát. Waldapfel József indította el egyetemi oktatói pályáján. 1951-ben gyakornok, majd tanársegéd lett; 1959-ben adjunktussá, az 1970-es években docenssé nevezték ki. 1994-ig, nyugalomba vonulásáig, majd óraadóként 2006-ig a Régi Magyar Irodalom Tanszéken tanított. A magyar reneszánsz irodalom és a folklór kutatásában jeleskedett.  

## Munkássága
Vizsgálódásainak vissza-visszatérő témái: Tinódi, a magyar zsoltárfordítások keletkezése, a Balassi-Rimay filológia, a gematrikus számok szerepe az irodalomban. Tudományos fantáziáját azonban főképpen az eltűnt magyar epika izgatta, melynek létezésére számtalan utalást találunk az Anonymus emlegette „csácsogó énekektől” Ilosvai Selymes Péter előzményekre épülő Toldijáig, és még ezeken túl.
„Nem tartozik a sokat publikáló irodalmárok közé — cikkeire, tanulmányaira a legaggályosabb pontosság és a szakmai megbízhatóság jellemző: a »munkaigényes témákat« keresi. Legújabb közleményeinek és megjelenés előtt álló nagyobb összegező munkájának témája a magyar népballadák eredete, a magyar balladakincs históriai elvű fölmérése.” 
Az epikus maradványokat elsősorban az úgynevezett „régi stílusú népballadák” egyes csoportjaiban vélte megtalálni. Konkrét kutatási kísérletnek szánta az újszerű felvetéseket, mivel alternatív magyarázatokat, megoldásokat keresett a jól bevált, de a ballada keletkezéstörténetének problémáját szinte fel sem vető folklórelméletek mellett. Vizsgálati módszerét „történeti elvű balladakutatásnak” nevezte. Bár a történetiségre, a balladát megelőző szövegek lehetőségére régebben többen is utaltak, a történeti elvűséget rendszerré Bóta fejlesztette az 1970–80-as években.
„Szándékom mindössze az volt, hogy fokozottabban felhívjam a figyelmet a magyar népballada genetikus problémáira és arra, hogy a népköltészet titkainak nem lehet csupán folklorisztikai módszerekkel a végére járni.” 

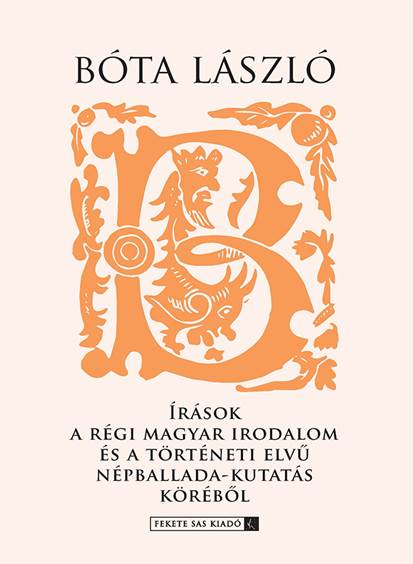
Könyvborító. Bóta László: Írások a régi magyar irodalom és a történeti elvű népballada-kutatás köréből

A történeti elvű balladakutatás elméleti megalapozását 1970–71-ben foglalta össze. 
„A folklorisztikának régi, mondhatnánk originális problémája, hogy eredetét tekintve valójában folklór-jelenség és folklór-alkotás-e a ballada, vagy pedig a műköltészetből vagy általában a költészet és az írott irodalom egyéb jelenségeiből deriválódott olyan kisepikai forma, amely csak a szájhagyományozódás folyamatában alakította ki sajátos esztétikai minőségeit. Továbbá: egyszerűen kisepikai forma-e a ballada, vagy pedig egy szűkebb, tematikailag is szegmentálható jelenség? Mikor, hol és milyen társadalmi tényezők közrejátszásának eredményeként alakult vagy alakulhat ki a ballada? Történelmi jelentkezésének első korszakában egyedül a parasztság folklór-alkotásának tekinthető-e, vagy inkább egy össznépi folklór-jelenség még, amely csak később válik kizárólagosan a parasztság költészetévé? És végül eredendőek-e, vagy ha nem, hogyan alakultak ki a ballada sajátos műfaji jellemzői és minőségei?”
A történeti elvű balladakutatás módszerét a kutatási folyamatban először 1972-ben, a „Megölték a Basa Pistát, fejedelem katonáját...” kezdetű töredék  keletkezéstörténetének részletekbe menő elemzésével érvényesíti, a történelmi tények felvonultatásával valószínűsítve, hogy a ballada főhőse (aki a korábbi értelmezésekkel szemben nem lehet harcban elesett személy) az 1623-ban, Bethlen Gábor második hadjárata idején, rablásai és fosztogatásai miatt a „Kéménd nevű helynél” kivégzett Basa István.
Az 1976-ban megjelent Ki volt a nagy hegyi tolvaj? című tanulmányában teremti meg a szintézist a történeti elvű balladakutatás módszerének újragondolása révén immár meggyőződéssé vált elméletének és konkrét sejtéseinek bemutatásával.
„A magyar ballada történeti kialakulására és európai kapcsolataira vonatkozó minden eddigi felfogással és magyarázattal szemben arra az eredményre jutottam, hogy régi balladáinknak... centrális alaprétege egy XVI. századi magyar főúri házasság [Török János és Kendi Anna – szerk.] családi tragédiába torkolló valós történetének színesen folklorizálódott korabeli költői emlékezetét őrzi.
Publikált tanulmányai mellett Bóta a Magyar Irodalomtörténeti Társaság felolvasóülésein nagyszámú érdeklődő előtt tart élénk vitát kiváltó előadásokat.   
Az 1970-es évek végén, 1980-as évek elején kutatási programjának keretében Fazakas Istvánnal Zólyomi Dávid sorsát kapcsolták a Dancsuj Dávidról szóló balladaváltozatokhoz, illetve a rokonítható balladaszövegekhez, és Hunyadi László lefejezésének történetét hozták kapcsolatba Fehér László és Fehér Anna tragédiájával, Marczali Ferenccel pedig a Rákóczi Sámuel ballada szüzséjét a szokásos magyarázatokkal ellentétben, amelyek a váradi rajtaütés során elesett Rákóczi László személyéhez kapcsolják a történéseket – Thököly Imre 1685-ös váradi elfogatásához kötötték.  
Nevezett tanítványai és munkatársai több évtized elteltével 2023-ban ismét felvették a kutatás fonalát, látván, hogy az utóbbi évtizedekben keletkezett, a témáikhoz kapcsolódó írások (Rudasné Bajcsay Márta, Olosz Katalin és mások), illetve a közköltészeti kutatások eredményei (elsősorban Küllős Imola és Csörsz Rumen István munkái) fogalmi apparátusukban, elemzési módszereikben közelíthetők a történeti elvű balladakutatáshoz.   A Rákóczi Sámuel-ballada monografikus feldolgozása 2024-ben született meg. 

## Publikációi
- Zrínyi Miklós: A szigeti veszedelem, bev. Bóta László, Szépirodalmi Könyvkiadó, Bp., 1953.
- Bóta László: Czóbel Ernő [nekrológ], ItK, 57(1953), 349–350.
- Bóta László: Balassi istenes verseinek kronológiájához, ItK, 58 (1954), 420–429.
- Balassi Bálint Összes versei, sajtó alá rend. Bóta László; bev. Fekete Sándor, Bp., 1954. Ismerteti: Pirnát Antal, It, 1955, 363–370; Vita Zsigmond, Utunk, 1957, 37. sz; Stoll Béla, ItK, 1958, 580–581.
- Tinódi Lantos Sebestyén Válogatott munkái, összeáll. Bóta László. Bp., 1956. Ismerteti: V. Kovács Sándor, It, 1957, 531–533; Jeney Ferenc, ItK, 1958, 579.
- Horváth János Árpád-kori latin nyelvű irodalmunk stílusproblémái című doktori disszertációjának vitája, [összeáll.] Bóta László. = A Magyar Tudományos Akadémia I. (Nyelv- és Irodalomtudományi) Osztályának Közleményei, 1956, 305–319.
- Magyar költők. XVII. század, kiad. Jeney Ferenc. Bp., 1956. Ismerteti: Bóta László, ItK, 1958, 398–399.
- Eckhardt Sándor: Új fejezetek Balassi Bálint viharos életéből, Bp., 1957. Ismerteti: Bóta László, ItK, 1960, 129–130.
- Bóta László: Adalék Zrínyi Török Áfium-jának bibliográfiájához, ItK, 1958, 524–525.
- Tinódi Sebestyén: Cronica. Kolozsvár 1554. (hasonmás kiadás.), a kísérő tanulmányt írta Bóta László. A fakszimile szövegét gond. Varjas Béla. Bp., 1959. [320], 29 p. (Bibliotheca Hungarica Antiqua, 2.) Ismerteti: Komlovszki Tibor, It, 1961, 605–608.
- Képes krónika. Kálti Márk krónikája a magyarok tetteiről, ford. jegyz. Geréb László. Bp., 1959. Ismerteti: Bóta László, ItK, 1961, 243–244.
- Küküllei János és a Névtelen Minorita krónikája. Ford. Geréb László. Bp., 1960. Ismerteti: Bóta László, ItK, 1962, 331–333.
- Imre Samu: A Szabács Viadala. Bp., 1958. Ismerteti: Bóta László, ItK, 1962, 534–535.
- Gesta Romanorum. Vál. és ford. Boronkai Iván. Bp., 1965. Ismerteti: Bóta László, ItK, 1966, 699–700.
- Bóta László: A Madách–Rimay-kódexek szerelmes versei, ItK, 71 (1967), 1–24.
- Bóta László: A népballada elméletéhez. 1,  ItK, 74 (1970), 657–661.  Bóta László: A népballada elméletéhez. Írások a régi magyar irodalom és a történeti elvű népballada-kutatás köréből, szerk. Fazakas István, Fekete Sas Kiadó, Budapest, 2018. 151–178.
- Bóta László: A népballada elméletéhez. 2,  ItK, 75 (1971), 467–475.
- Bóta László: Basa Pista balladája, Ethnographia, 83 (1972), 347–537. Ismerteti: Kríza Ildikó, Demos, 1974, 232. Bóta László: Basa Pista balladája. Írások a régi magyar irodalom és a történeti elvű népballada-kutatás köréből, szerk. Fazakas István, Fekete Sas Kiadó, Budapest, 2018. 185–203.
- Zrínyi Miklós: A szigeti veszedelem, bev. Bóta László. Bp., 1973.
- Tárkányi Bóta László: A népballadáról – Kallós Zoltán új kiadványa kapcsán, Kortárs, 1973, 1330–1332. Bóta László: A népballada elméletéhez. Írások a régi magyar irodalom és a történeti elvű népballada-kutatás köréből, szerk. Fazakas István, Fekete Sas Kiadó, Budapest, 2018. 179–184.
- Bóta László: Glosses on the Theory of Folklore and the Hungarian Folk-ballad, = Annales Universitatis Scientiarum Budapestinensis de Lorando Eötvös nominatae, Sectio philologica Hungarica, Bp., 1973.
- Alexa Károly: Véres dráma a vajdahunyadi várban. Beszélgetés Bóta László irodalomtörténésszel, Élet és Irodalom, 1976, szeptember 11, 37. sz. 7.
- Tárkányi Bóta László: Ki volt a »nagy hegyi tolvaj«? A népballada történeti elvű kutatásának problémái és lehetőségei, Kortárs, 20 (1976) november, 11. sz. 1798–1807.  Bóta László: A népballada elméletéhez. Írások a régi magyar irodalom és a történeti elvű népballada-kutatás köréből, szerk. Fazakas István, Fekete Sas Kiadó, Budapest, 2018. 204–221. Ismertetés: A népballadák eredete. (Névtelen beszámoló Bóta Lászlónak a Magyar Irodalomtörténeti Társaság 1976. október 28-i felolvasóülésén elhangzott előadásáról.), Élet és Irodalom, 20 (1976) november 6., 45. sz. 7.
- Vita: Vargyas Lajos: A ballada meg a történeti tények, Élet és Irodalom, 20 (1976) december 4., 49. sz. 5.
- Tárkányi Bóta László: Ballada, tények, – etika, Élet és Irodalom, 1977. január 15, 3. sz. 4.
- Ortutay Gyula: Epilógus az etikához; Vargyas Lajos: A vita etikájához, Élet és Irodalom, 1977. január 29.
- Tárkányi Bóta László: Magyar zsoltár – reneszánsz vallásosság, Világosság, 18 (1977), 5. szám, 307–311.
- Bóta László: A magyar zsoltár Szenci Molnár Albert előtt. = Szenci Molnár Albert és a magyar késő reneszánsz. Szerk. Keserű Bálint. Szeged, 1978, 163–179. (Adattár, 4)
- Bóta László: Arany János Szent Lászlójának forrása és a Leányszabadítás mondájának keletkezése középkori orosz krónikaszövegek és a legrégibb magyar népballadák tükrében, Arany János ma, 1817–1977. = Az ELTE Bölcsészkar 19. századi Magyar Irodalomtörténeti Tanszéke 1977. okt. 5–6-án rendezett tudományos ülésszakának előadásai, Bp., 1980, 39–56.
- Bóta László: A Balassi–Rimay-versek első kiadásának keletkezéséhez, ItK, 87(1983), 173–188. – (Hozzáférés: 2024. augusztus 6.)
- T. Bóta László: Körlevél számszimbolika ügyben, Irodalomismeret, 11(2000), 1. sz., 116–118.  (Hozzáférés: 2024. augusztus 6.)
- Bóta László: Írások a régi magyar irodalom és a történeti elvű népballada-kutatás köréből, szerkesztette Fazakas István, Fekete Sas Kiadó, Budapest, 2018. 246 p.
- Könyvbemutató. 2018. november 20.[21]

## Emlékezete

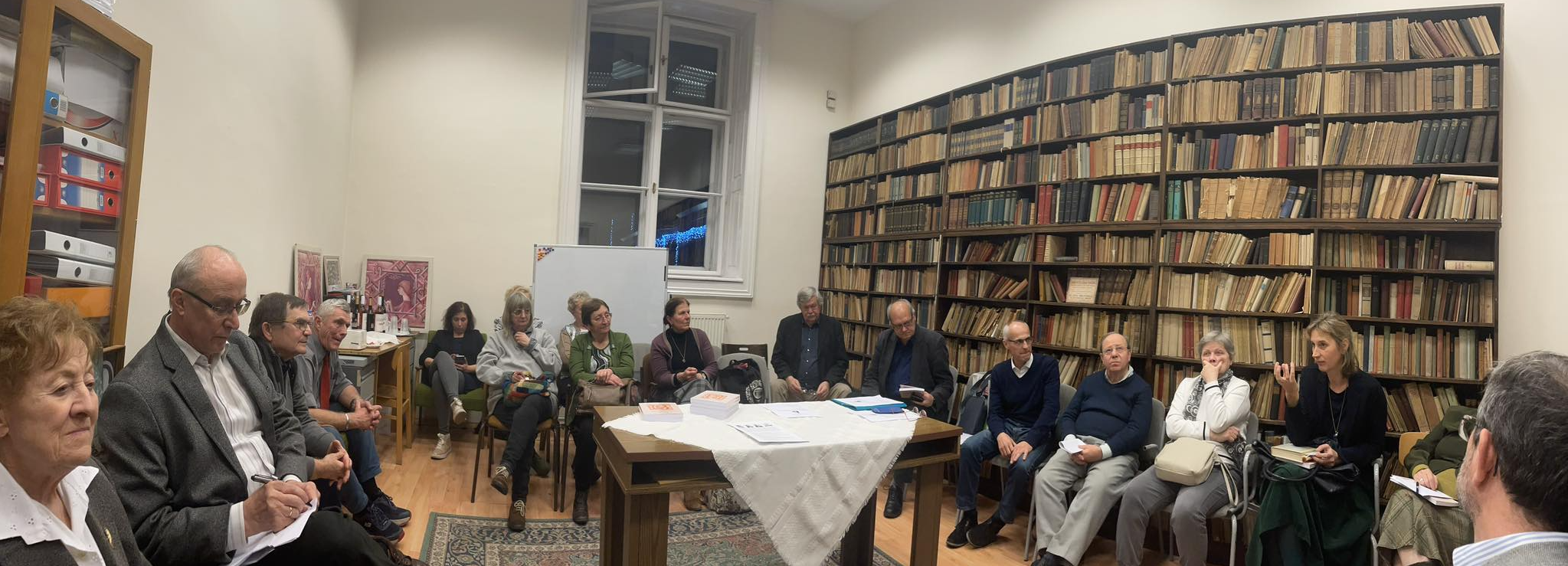
Találkozó Bóta László tanár úr emlékére 2023. december 8-án

- Hamvas Levente: Egyetemi Kimittud - Hetvenkilenc sor a hetvenöt éves Bóta Lászlóról. Irodalomismeret 2002. 12. évf. 5-6. sz. 103–104.

- Szentmártoni Szabó Géza: Gyászének, amely a tekintetes és nemzetes, néhai Tárkányi Bóta László elromlott teste eltakaríttatása alkalmatosságával, Pest városában, a Kerepesi temetőben, MMXIII. esztendőben, Karácsony havának 6-dik napján, szomorú szívvel elmondatott. 2013. december 6.[22]
- Emlékezés Bóta Lászlóra. 2014. december 6., ERöMŰVHÁZ
- Szentmártoni Szabó Géza: Bóta László emlékezete. NAPÚTONLINE, 2023. november 17.
- Találkozó Bóta László tanár úr emlékére 2023. december 8-án az ELTE BTK Régi Magyar Irodalom Tanszékén.